# João José Inocêncio Poji
João José Inocêncio Poji (? — ?) foi um político brasileiro.
Foi o segundo vice-presidente da província da Paraíba, assumindo a presidência interinamente de 3 de agosto a 4 de novembro de 1866.